# 大本德 (加利福尼亞州比尤特縣)
大本德（英語：Big Bend）是位於美國加利福尼亞州比尤特縣的一個非建制地區。該地的面積和人口皆未知。

## 地理
大本德的座標為39°41′54″N 121°27′39″W / 39.69833°N 121.46083°W，而該地的平均海拔高度為704米（即2310英尺）。